# Cube Entertainment
Cube Entertainment ist eine südkoreanische Künstleragentur und ein Plattenlabel.

## Geschichte
Cube Entertainment wurde 2005 von Hong Seung-sung gegründet. Im Februar 2012 wurde eine Kooperation mit der indonesischen Künstleragentur Rainbow Bridge Agency geschlossen. Cube Entertainment hat erfolgreiche Musiker der K-Pop-Branche unter Vertrag, so unter anderem die Gruppe Beast. 2013 debütierte die neue Boygroup M4M, 2015 die Girlgroup Crystal Clear (CLC).

## Aktuelle Künstler (Auswahl)
- A Train To Autumn
- BtoB
- (G)I-DLE
- Pentagon
- Lightsum

### Ehemalige Künstler
- 4minute (2009–2016)[3]
- G.NA (2010–2016)[4]
- Rain (2013–2015)[5]
- Beast (2009–2016)
- Hyuna (2009–2018)[6]
- E’Dawn (2016–2018)[6]
- Lai Guanlin
- CLC (2015–2022)